# Patrizia Garganese
Patrizia Garganese (Taranto, 4 aprile 1958) è una modella, attrice e conduttrice televisiva italiana, attiva soprattutto a cavallo fra gli anni settanta e ottanta.

## Biografia
All'età di diciassette anni partecipa al concorso di Miss Italia del 1975, aggiudicandosi la fascia di Miss Cinema; in quell'occasione viene notata da Mike Bongiorno che, un paio d'anni dopo, la chiamerà come valletta in due edizioni di Scommettiamo? (quelle del 1977 e del 1978), per sostituire Paola Manfrin.
La popolarità raggiunta in televisione la rende molto richiesta anche come fotomodella (è alta 176 cm e pesa 52 kg), e per qualche anno la Garganese lavora per i maggiori mensili e settimanali di moda, comparendo su numerose copertine e interpretando anche diversi fotoromanzi; contemporaneamente studia danza moderna presso lo Ials di Roma e canto col maestro Gianni Dell'Orso. Nel 1979 incide un 45 giri con due brani destinati ai più piccoli: Gomma Gomma e Il Pulcino, scritta da Toquinho. 
Nel 1980 viene chiamata dal regista Antonello Falqui per ricoprire il ruolo di giovane soubrette, insieme con Laura D'Angelo, nello show televisivo del sabato sera Giochiamo al varieté, su testi di Michele Guardì. Nello stesso anno affianca Renato Pozzetto in uno dei tre episodi del film Zucchero, miele e peperoncino, per la regia di Sergio Martino. Partecipa al documentario La dolce vita 20 anni dopo del Tg3.
Nel 1982 presenta su Rai 2, Il pomeriggio, una "trasmissione contenitore" che spazia tra cultura, film e programmi per i ragazzi. 
Intorno alla metà degli anni ottanta, dopo essersi sposata, abbandona il mondo dello spettacolo per ritirarsi a vita privata; successivamente si occupa di giornalismo e di organizzazione di eventi legati al mondo della moda.
Nel 2007 torna in televisione come valletta al concorso di Miss Italia.

## Filmografia
- Zucchero, miele e peperoncino, regia di Sergio Martino (1980)

## Discografia
- 1979 – Gomma Gomma (Il serpente salvagente)/Il pulcino (Cinevox, SC 1140)